# هارد كاندي (ألبوم مادونا)
هارد كاندي هو الألبوم الحادي عشر للمغنية وكاتبة الأغاني الأمريكية مادونا. صدر في 19 أبريل 2008 عن طريق وارنر برذرز ريكوردز، وكان آخر ألبوم لها تصدره الشركة، فكان نهاية فترة طويلة في مسيرة مادونا استمرت 25 عاما. بدأت مادونا العمل على الألبوم في أوائل عام 2007، وتعاونت مع جستين تيمبرليك، تيمبالاند، نيبتونز، نيت «دانيا» هيلز. تحتوي أغاني الألبوم وصلات من موسيقى الريذم أند بلوز، في حين يتبع الألبوم في جوهره صنف الدانس بوب. كما طلبت شركة وارنر من فريق بت شوب بويز التعاون مع مادونا على الألبوم، ولكن شركة التسجيل غيرت رأيها لاحقا وسحبت الدعوة.
أصبحت مادونا مهتمة بالتعاون مع تيمبرليك بعد أن استمعت لألبومه فيوتشرسكس / لوفساوندز من عام 2006. وقاما معا بتأليف عدد من الأغاني للألبوم. وجرت بينهما العديد من المناقشات المكثفة قبل تسجيل الأغاني. ذكرت مادونا لاحقا أن معظم الأغاني على الألبوم يمكن اعتبارها «سيرة ذاتية». إلا أنها ذكرت أيضا أن هذا لم يكن مقصودا.
قررت مادونا في البداية تصوير نفسها على شكل مادونا السوداء في تصميم الغلاف، وأن تسميه «مادونا السوداء» أيضا، لكنها شعرت فيما بعد أن الفكرة قد تكون مثيرة للجدل. بدلا من ذلك سمّت ألبوم «هارد كاندي» أو الحلوى القاسية، وذلك في إشارة لتجاور المتانة والحلاوة. وكان رد النقاد على الألبوم إيجابية بشكل عام، وان انتقده بعض المراجعين لمحاولته الاستفادة من السوق الحضرية. تصدر الألبوم قوائم الألبومات في 37 بلدا في أنحاء العالم، بما في ذلك الولايات المتحدة وأستراليا وكندا وفرنسا وألمانيا واليابان واسبانيا والمملكة المتحدة، وأصبح الألبوم الحادي عشر الأكثر مبيعا في جميع أنحاء العالم لعام 2008. وبيع منه أكثر من 4 ملايين نسخة في أنحاء العالم.
تم إصدار ثلاثة أغاني منفردة من الألبوم. حققت أولها «4 مينيتس» نجاحا على مستوى العالم، وتصدرت قوائم الأغاني في 21 بلدا، وأصبح الأغنية السابعة والثلاثين التي تدخل المراتب العشرة الأوائل في قائمة بيلبورد هوت 100. الأغاني المنفردة الأخرى هي «غيف إت تو مي» و «مايلز أواي». ذهبت مادونا في جولة ترويجية صغيرة لتروج للألبوم، حيث غنت في ثلاث مدن في أماكن صغيرة. نال الألبوم معظم عروضه الترويجية من جولة «ستيكي آند سويت» بين عامي 2008-2009، التي أصبحت أعلى جولة أرباحا لأي فنان منفرد.

## الخلفية والتطوير

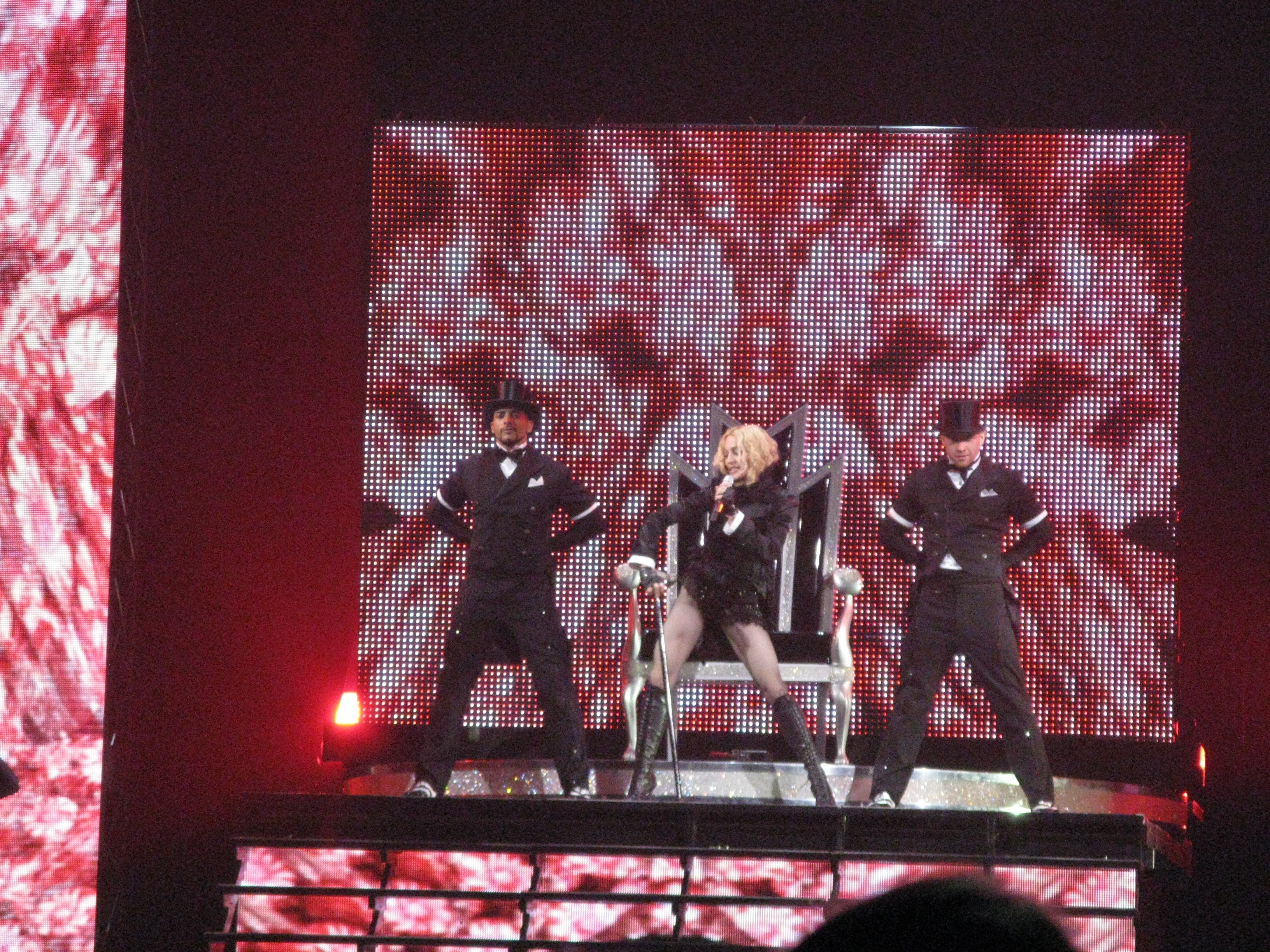
مادونا تؤدي أغنية "كاندي شوب" في جولتها "سويت أند ستيكي".

في فبراير 2007، قال تيمبالاند أنه كان يعمل مع مادونا في ألبومها الحادي عشر المقبل. كان آخر ألبوم لمادونا لشركة وارنر برذرز ريكوردز، وأصدرت بعده مجموعة أفضل الأعمال (سيلبريشن)، وانضمت بعدها إلى لايف نيشن أرتيستس، وهي مبادرة جديدة أطلقتها شركة ترويج الحفلات لايف نيشن. وشملت هذه الصفقة التي استمرت عشر سنوات مع لايف نيشن جميع أعمال مادونا الموسيقية المستقبلية وما يتعلق بها، بما في ذلك استغلال صورة مادونا، والألبومات التسجيلية الجديدة، والجولات والترويج ونوادي المعجبين ومواقع الويب، وأقراص الفيديو الرقمية والمشاريع واتفاقات الرعاية المرتبطة بها. تحدث تيمبالاند على إم تي في نيوز في أغسطس 2007 عن تطوير الألبوم. وتم تأكيد عمله هو وجستين تيمبرليك في الألبوم مع مادونا وقالا إنهما كتبا عشر أغنيات لها. الأغاني التي تم تأليفها كانت «لا، لا» و «كاندي شوب»، والتي كتبها فاريل ويليامز.
ذكر تيمبالاند أن عنوان الألبوم لم يتقرر بعد، لكنه اجتمع مع مادونا مجددا ليستكمل التسجيل بحلول سبتمبر 2007.  ووصفت محطة إم تي في الألبوم الجديد بأنه يتجه نحو السوق الحضري. وقد قيل عنه في البداية بأن «العديد من المنتجين من عدة أصناف موسيقية اجتمعوا فيه». طلب شركة وارنر من فريق بت شوب بويز أن يؤلفوا وينتجوا بعض الأغاني للألبوم. وأشار تيمبلاند إلى الألبوم بأنه «مثل أغنية» عطلة«لمادونا مع إيقاع آر أند بي».

## روابط خارجية
- هارد كاندي على موقع ميتاكريتيك (الإنجليزية)
- هارد كاندي على موقع الموسوعة البريطانية (الإنجليزية)
- هارد كاندي على موقع أول موفي (الإنجليزية)